# 小行星25412
小行星25412（25412 Arbesfeld）是一颗绕太阳运转的小行星，为主小行星带小行星。该小行星于1999年11月19日发现。

## 轨道参数
小行星25412的轨道半长轴为348 975 406 km，2.3327233 UA，离心率为0.169。